# Bajandżawyn Damdindżaw
Bajandżawyn Damdindżaw (mong. Баянжавын Дамдинжав, ur. 9 listopada 1935 w ajmaku chubsugulskim) – mongolski biegacz narciarski i biathlonista, dwukrotny olimpijczyk.
Na zimowych igrzyskach olimpijskich w Innsbrucku wziął udział w narciarskim biegu na 30 kilometrów zajmując 60. miejsce. Pięć dni później w biathlonowym biegu na 20 kilometrów uplasował się na 38. pozycji. Cztery lata później ponownie był 38. na biathlonowym dystansie 20 kilometrów.